# (4284) Kaho
(4284) Kaho est un astéroïde de la ceinture principale.

## Description
(4284) Kaho est un astéroïde de la ceinture principale. Il fut découvert le 16 mars 1988 à Kushiro par Seiji Ueda et Hiroshi Kaneda. Il présente une orbite caractérisée par un demi-grand axe de 2,40 UA, une excentricité de 0,27 et une inclinaison de 11,8° par rapport à l'écliptique.

## Compléments